# Aéroport de Talcha
L'aéroport de Talcha (code IATA : — • code OACI : VNRR) est un aéroport desservant le parc national de Rara dans le district de Mugu au Népal. Il est parfois appelé aéroport de Rara ou aéroport de Mugu.

## Installations
Il possède une unique piste en gravier.

## Situation
L'aéroport se situe à 2 720 mètres d'altitude. 
| \| 100 km1:3 095 000 \| Bajura Bhadrapur Bhâratpur Bhojpur Biratnagar Dhangadhi Dolpa Janakpur Jomsom Jumla Katmandou Lamidanda Lukla Manang Meghauli Nepalganj Phaplu Pokhara Ramechhap Rukumkot Rumjatar Simara Siddharthanagar Simikot Surkhet Talcha Taplejung Thamkharka Tumlingtar Dang |
| 100 km1:3 095 000 |

## Compagnies et destinations
| Compagnies     | Destinations |
| -------------- | ------------ |
| Nepal Airlines | Nepalganj    |
| Tara Air       | Nepalganj    |

## Statistiques
Pour des raisons techniques, il est temporairement impossible d'afficher le graphique qui aurait dû être présenté ici.

Voir la requête brute et les sources sur Wikidata.